# Petruschka
Petruschka (Петрушка) ist der Name eines Possenreißers des volkstümlichen russischen Puppentheaters (Rajok), der besonders im 17. Jahrhundert populär wurde. Der Name, ein Diminutiv von „Pjotr“ (Пётр, Peter), bedeutet in russischer Sprache Petersilie. Die Figur unterscheidet sich gleichwohl deutlich von westlichen Vorbildern wie etwa dem Pierrot. Petruschka stellt eher den russischen Kasper bzw. Pulcinella dar. Petruschkas traten sowohl als Marionetten als auch als Handpuppen auf. Ursprünglich war Petruschka eine Gestalt der typischen Slapstick-Komödie für ein Erwachsenenpublikum. Mit der allmählichen Entwicklung des Puppentheaters zum Kindertheater schwand die sprichwörtliche Vulgarität und Aggressivität des Petruschka.

## Einflüsse
In der russischen Kasperfigur spiegeln sich sowohl westliche wie auch russische Einflüsse wider. Während der Marionettenkasperl, sowohl der norddeutsche, sächsische, süddeutsch-österreichische als auch der böhmisch-tschechische, sich von Hanswurst und der Kasperl-Figur Johann Josef La Roches herleitete, war der Handpuppenkasperl Spross einer auf den italienischen Pulcinella zurückgehenden Sippe. Wie das italienische Vorbild waren die transkulturellen Abkömmlinge des Pulcinella rüpelhaft, gewalttätig und gemein, große Fresser und Säufer dazu. Die russischen Einflüsse gehen zurück auf die Tradition von Minnesängern und Possenreißer. Da es aber auch Quellen gibt, die eine weitaus frühere Erscheinung dieser Handpuppen belegen, ist anzunehmen, dass es Petruschka durchaus schon im Mittelalter gab, dargestellt durch die Gaukler. Das russische Wort skomoroch ist verwandt mit dem italienisch/französischen Scaramouche.

## Handpuppenspiel und das Erscheinen von Petruschka im Theater
Die erste Nachricht über das russische Handpuppenspiel stammt von Adam Olearius, der es 1643 in Moskau sah. Dieser gibt auch eine Darstellung des damaligen Theaters. Ein Mann war bekleidet mit einem sackähnlichen Überwurf, der an den Hüften festgebunden war und oben eine Öffnung hatte. Die Spieler wurden oft von einem Leierkastenmann oder Geigenspieler begleitet. Etwa 1840 wurde die Figur von Petruschka, zunächst gespielt von Fremdstämmigen, schrittweise von den Russen übernommen. 
Das Petruschka-Handpuppenspiel gehörte im 19. und 20. Jahrhundert, vor allem angesiedelt in St. Petersburg und Moskau, zu einer beliebten Art des Straßentheaters. Durch die Unmittelbarkeit des Straßentheaters zum Publikum war dies der richtige Platz, um die Interessen und Belange der ärmeren Bevölkerung zum Ausdruck zu bringen.
Im Gegensatz zu den großen Theatern, die auf den Marktplätzen in der vorderen Reihe standen, hatten die Puppenspieltheater eher einen Platz in der hinteren Reihe, an minderwertigeren Plätzen, oftmals in der Nähe der Karusselle. Dadurch, dass die Puppenspieler ein tragbares Theater hatten, waren sie mobil und sehr flexibel, was ihren Standort anging. Gegen Ende des 19. Jahrhunderts wurden Petruschka-Stücke auch in Vororten und Ferienorten aufgeführt oder die Puppenspieler wurden zu Kindergeburtstagen engagiert. Durch die Entwicklung hin zum Kindertheater mussten die Texte abgewandelt werden, durch Anwälte und Pädagogen wurde Druck ausgeübt. Auf der Straße und auf Rummelplätzen allerdings blieb Petruschka ein Theaterstück für die unteren Schichten.

## Auftreten und Erscheinung
Petruschka spricht mit einer schrillen Stimme. Üblicherweise trat er als ein Clown in rotem Kleid, roter Mütze (Kolpak) und oftmals mit langer Nase in Erscheinung. Mit der allmählichen Entwicklung des Puppentheaters zum Kindertheater schwand die sprichwörtliche Vulgarität und Aggressivität des Petruschka.  

## Petruschka als Volksheld
Maxim Gorki betrachtet Petruschka als einen unverwüstlichen, oppositionellen Helden des Volkes. Er bezieht sich dabei auf die Siege von Petruschka über seine Gegner. Ihm ist es möglich, alles Böse zu überwinden und als Sieger aus jeder Begegnung zu gehen. Er besiegt die Polizei, den Pastor, den Teufel und auch den Tod. Diese Charakteristik, vom Volk auf den Helden übertragen, zeugt von dem Glauben an die Unbesiegbarkeit des guten Menschen und die Überwindung von Hindernissen.

## Petruschka in der Kunst
Igor Strawinsky setzte der Gestalt mit seinem Ballett „Petruschka“ ein künstlerisches Denkmal.